# Dictyna cavata
Dictyna cavata là một loài nhện trong họ Dictynidae.
Loài này thuộc chi Dictyna. Dictyna cavata được miêu tả năm 1947 bởi Jones.